# Нетология
«Нетоло́гия» — российская компания и образовательная онлайн-платформа, запущенная в 2011 году. Одна из ведущих российских компаний онлайн-образования. Входит в IT-холдинг TalentTech, объединяющий компании по трём направлениям: EdTech, HRTech и Freelance. EdTech-сегмент холдинга, наряду с «Нетологией» (включая EdMarket), представлен компаниями «Фоксфорд» и «TalentTech.Обучение».
«Нетология» специализируется на переподготовке, высшем образовании (совместно с вузами) и дополнительном обучении специалистов в сферах интернет-маркетинга, управления проектами, дизайна и пользовательского интерфейса, программирования, аналитики и data science, финансов, а также творческих профессий и социальных навыков.

## История
Проект «Нетология» был запущен в 2011 году маркетологом Юлией Микедой при поддержке предпринимателя Максима Спиридонова. Юлия ушла с работы по найму, приняв решение работать на себя, и начала проводить очные семинары по интернет-маркетингу. Максим занимался разработкой сайта, написанием текстов. Некоторое время проект существовал фактически в рамках самозанятости

Я начинала проект в плане идеи, концепции и первых продаж. Но все, что происходило дальше — это уже авторский проект Максима… Я была два года генеральным директором, а он стратегом… Мы хорошо работаем в тандеме. Он такой волевой руководитель, хорошо понимающий, куда вести бизнес. Я тактик, администратор, закапываюсь в документах, много изучаю, при этом я мягче.
— Юлия Спиридонова-Микеда
К осени 2011 года проект был пересмотрен: регламентированы процессы, набрана небольшая команда, расширена продуктовая «линейка». Среди мотивирующих факторов оказались сезонный летний спад спроса на образовательные услуги и поднявшаяся волна бесплатного «образовательного маркетинга». После переформатирования стартап «Нетология», оставаясь в поле digital-профессий, стал широкоформатной образовательной компанией: помимо интернет-маркетинга появились аналитика, продукт-менеджмент, основы data science. Однако рынок офлайн-обучения digital-профессиям в 2011—2012 годах был крайне узок, лишь немногие потенциальные клиенты были готовы тратить время и деньги на такой формат. К началу 2013 года проект, с налаженной экспертизой и неплохой пользовательской базой, оказался на грани закрытия.
Максим Спиридонов принял решение возглавить компанию и попытаться спасти проект. Первым его решением стал пивот — полный перевод бизнеса в онлайн.

Я это сделал, потому что онлайн-рынок больше… Переход в онлайн расширил нашу географию, подключив регионы и другие страны. Десятки двух- и трёхдневных семинаров переформатировали в комплексные программы на два-три месяца. <Оставили> две профессии: интернет-маркетолог и руководитель интернет-магазина. Тогда электронная коммерция была на хайпе. Был смысл туда соваться маленьким предпринимателям.
— Максим Спиридонов
Переход в онлайн и резкое сокращение продуктовой «линейки» привели к увеличению среднего чека, поскольку объём продуктов вырос, при некотором снижении числа продаж, а также к упрощению логистики маркетинга. Однако на тот момент «Нетология» всё ещё предлагала «оцифрованный офлайн»: вебинары в группах по 25-30 студентов, домашние задания с проверкой в ручном режиме. Вскоре были запущены интерактивные курсы — видеозанятия с доступом по ежемесячной подписке, итоговым тестированием и получением сертификата.
Следующей задачей стало привлечение инвестиций. Было принято решение ориентироваться на венчурную модель ведения бизнеса. В пользу этого решения говорили факторы перспективного быстрорастущего рынка онлайн-образования, наличие сильной команды, просчитанная юнит-экономика предприятия. Чтобы сделать проект более понятным для инвесторов, создатели его позиционировали как «русский Lynda.com» — в 2014 году на слуху была грядущая покупка американского поставщика услуг онлайн-обучения социальной сетью LinkedIn.

Инвесторов хлебом не корми, а дай им бенчмарки. Они должны понимать, что ваш проект «Uber для мусоровозов» или «Delivery Club для филателистов». Чтобы найти бенчмарки для венчурной модели в России, есть «машина времени» — можно смотреть на Штаты, Западную Европу или Китай… Мы воспользовались «машиной времени».
— Максим Спиридонов
В результате весной 2014 года состоялся первый раунд венчурных инвестиций в «Нетологию» — 600 тыс. долларов от фонда InVenture Partners. На тот момент эксперты фонда оценили компанию в 5,6 миллионов долларов. Фонд выкупил 11 % «Нетологии», 89 % остались у Спиридонова. Другое ключевое для компании событие произошло всего через пару месяцев: летом Спиридонов встретился с представителями онлайн-школы 100ege.ru, располагавшей более совершенной образовательной платформой. Вскоре была достигнута договорённость о слиянии: онлайн-школа объединилась с «Нетологией», сменив название на «Фоксфорд».

### Нетология-групп
В результате слияния в сентябре 2014 года был создан образовательный холдинг «Нетология-групп», основателями которого стали Максим и Юлия Спиридоновы, а также Максим Древаль и Алексей Половинкин из «Фоксфорда». «Нетология-групп» сразу же получила второй раунд инвестиций от InVenture Partners в размере 1,1 млн долларов, собрав, таким образом, в двух раундах несколько миллионов долларов. Стоимость холдинга достигла 14,1 миллионов долларов, более 80 % компании примерно поровну были распределены между четырьмя основателями, чуть менее 20 % оказались в распоряжении InVenture. В объединённой компании Максим Спиридонов занял кресло генерального директора, его партнёр и, к тому времени, супруга Юлия Спиридонова-Микеда стала директором по маркетингу, Максим Древаль — исполнительным директором, Алексей Половинкин — директором по развитию. Совокупная выручка холдинга по итогам 2014 года, по оценке J’son & Partners, составила 110 млн рублей. Холдинг продолжил развиваться в двух направлениях: школьного образования с подготовкой к ЕГЭ и обучения digital-профессиям. В дальнейшем число направлений развития возрастало.
В феврале 2015 года в ходе очередного синдицированного раунда инвестиций «Нетология-групп» привлекла 2,1 млн долларов от Buran Venture Capital и InVenture Partners. Вскоре компания вновь прошла через болезненную оптимизацию, связанную, в том числе, со значительным сокращением штата. Направление видеокурсов было решено постепенно сворачивать, на смену пришли новые большие программы обучения digital-профессиям. К середине 2015 года таких программ насчитывалось уже больше сотни, ежемесячно добавлялись несколько новых.
К концу года полученные от инвесторов средства закончились, при этом холдинг вышел на оборот в 1 млн долларов в месяц, а штат насчитывал около 200 человек. Была введена жёсткая финансовая дисциплина с целью выхода на безубыточность. По итогам 2016 года рост компании составил 100 %, «Нетология-групп» впервые получила прибыль. Дальнейшая ставка была сделана на увеличение темпов роста за счёт отказа от дивидендов.

### TalentTech
Ещё в 2015 году у основателей «Нетологии» появилась идея «сильно нашуметь в федеральных каналах» со школьным проектом «Фоксфорд». Для запуска такой кампании требовалось значительное финансирование — порядка 5 млн долларов. Презентация на эту тему долго циркулировала по рынку, пока не привлекала внимание представителей компании «Севергрупп» Алексея Мордашова. В августе 2017 года «Севергрупп» через свою дочернюю компанию TalentTech вошла в «Нетологию-групп», выкупив 40 % образовательного холдинга, в том числе полностью доли венчурных фондов. К этому времени доля Юлии Спиридоновой уже была объединена с долей её мужа, и у Максима Спиридонова был самый большой пакет. Ориентировочная стоимость компании была оценена аналитиками в 50-60 млн долларов. На тот момент «Нетология-групп» предлагала 187 программ обучения, и, по собственным данным, через них прошло более 970 тысяч школьников и 251 тысяча студентов в 47 странах мира. В том же месяце рекламный проект на телевидении стартовал.
В 2017 году «Нетология-групп» провела и опубликовала масштабное исследование российского рынка онлайн-образования, а в апреле 2018 года провела первую практическую конференцию по онлайн-обучению EdMarketConf. Конференция собрала экспертов в области EdTech, представителей бизнеса, корпоративных университетов, академического сообщества и профессионалов в области HR. По итогам форума было принято решение о создании нового подразделения холдинга, EdMarket, направленного на популяризацию современных образовательных технологий, разработку методик и создание методических материалов, подбор педагогических кадров, а также организацию конференций, курсов и мастер-классов. Первой крупной задачей нового подразделения стала организация второй практической конференции по онлайн-обучению EdMarketConf, которая прошла в октябре 2018 года.
К 2019 году число сотрудников «Нетология-групп» достигло 1000 человек (из которых 300 в штате), а годовой оборот 1 млрд рублей. В 2020 году выручка компании, по её собственных данным, выросла более чем на 100 % и составила 2 млрд рублей.
В январе 2021 году TalentTech воспользовалась опционом на выкуп «Нетология-групп» у основателей компании. К этому моменту TalentTech уже принадлежали 56,87 %, из четырёх основателей холдинга в его совладельцах оставались двое: Максим Спиридонов с 28,18 % и Алексей Половинкин с 14,95 %. Доля Спиридонова была также выкуплена: он вышел из числа акционеров, покинул пост генерального директора и совет директоров. По оценкам экспертов, в этой сделке Спиридонов получил до 2,25 млрд рублей. Он также сохранил за собой проект Digital Dolina — помощник в запуске и развитии digital-бизнеса. Таким образом, доля TalentTech выросла до 85 %. К этому времени стоимость «Нетология-групп» оценивалась в 100—200 млн долларов (7,3-14,6 млрд рублей), компания входила в тройку крупнейших игроков России по выручке на рынке онлайн-образования, уступая Mail.Ru Group и SkyEng.
На 2022 год холдинг TalentTech владеет долей в 85 % компании «Нетология-групп». Проекты «Нетология», «Фоксфорд» и EdMarket вошли в TalentTech.

## Обучающие программы
Направления дополнительного профессионального образования в «Нетологии» делятся по сферам — интернет-маркетинг, дизайн и UX, программирование, аналитика, бизнес и управление, высшее образование, MBA. В отдельное направление выделены курсы для общего развития и хобби.
В большинстве направлений предусмотрены программы для желающих освоить новую профессию и для желающих получить дополнительные навыки.
Всего в «Нетологии» более 200 образовательных программ. Стоимость курсов варьируется в зависимости от специализации, темы, уровня и длительности обучения. Часть программ бесплатна.
С 2015 года «Нетология» запустила B2B-направление: обучение корпоративных клиентов, в том числе по программам, составленным по индивидуальным запросам.
В апреле 2020 года в «Нетологии» было запущено направление бизнес-образования (MBA). Программы рассчитаны на аудиторию менеджеров среднего и высшего звена, а также предпринимателей. В «линейке» представлены как краткосрочные программы для развития определённого навыка — финансы, маркетинг, лидерство, переговоры — так и комплексные длинные — Digital MBA, по навыкам цифровизации бизнеса в целом.
В сентябре 2021 года было запущено направление высшего образования, в котором стартовали 2 онлайн-магистратуры: «Управление цифровым продуктом» (совместно с НИУ ВШЭ) и «Цифровое предпринимательство» (совместно с ИБДА РАНХиГС). В 2022 году запущено ещё 6 магистерских онлайн-программ по направлениям: управление контентом и медиапроектами, продуктовый дизайн, цифровой маркетинг и аналитика, LegalTech, кибербезопасность, управление IT и digital-проектами, электронная коммерция. Началось сотрудничество с ТГУ, ИТМО, РУДН, Финансовым университетом при Правительстве РФ.
Также в «Нетологии» есть Центр развития карьеры (ЦРК), призванный помогать студентам и выпускникам курсов в подготовке и поиске работы: в составлении резюме, подготовке к собеседованиям, поиске стажировок и вакансий. С ЦРК сотрудничают более 200 компаний, предлагающих подходящие вакансии.
Согласно исследованию, проведённому летом 2021 года среди аудитории с высшим образованием и студенчества, бренд «Нетология» знают хотя бы по названию 26 % опрошенных, сведения о платформе чаще всего передаются через знакомых. Платформа положительно оценивается за соответствие параметрам «программа курса», «конечная стоимость обучения», «оперативность обратной связи» и «обратная связь от преподавателей, кураторов» и лидирует с 85 % по выставленным оценкам «полностью удовлетворены» и «скорее удовлетворены». Готовность рекомендовать платформу друзьями выразили 54 % выпускников «Нетологии», что также стало лучшим показателем среди российских образовательных онлайн-платформ.

## Образовательный процесс
Платформа позволяет пройти полный цикл профессионального образования. «Линейка» программ делится на уровни в зависимости от опыта обучающего: НЕО, ПРО, ТОП и БИЗ.
Обучение проводится на собственной образовательной онлайн-платформе, доступной с персонального компьютера и мобильных устройств. В состав курсов входят видеолекции, тесты, интерактивная работа студентов с кураторами и в группах.
Образовательная деятельность ведётся на основании государственной лицензии на дополнительное образование для взрослых и дополнительное профессиональное образование. После прохождения программы обучения выпускникам выдаётся документ государственного образца: свидетельство о повышении квалификации, диплом о профессиональной переподготовке или государственный диплом вуза для подтверждения квалификации магистра.

## Структура компании
В 2021 году генеральным директором компании стала Марианна Снигирева. На 2022 год в «Нетологии» работает более 1500 сотрудников.
В компании действует матричная структура организации. Над каждым образовательным направлением работает своя группа, в состав которой входят руководитель, продюсеры курсов, координаторы и методисты. В числе прочих отделов: отдел маркетинга, учебно-методический отдел, IT-департамент, отдел продаж, операционный блок.
Построением отношений с госструктурами занимается B2G-отдел, образованный в 2021 году. С этого момента «Нетология» является участником федерального проекта «Цифровые профессии», реализуемого в рамках федерального проекта «Кадры для цифровой экономики» национальной программы «Цифровая экономика РФ».

## Награды и достижения
- 2014 — «Нетология-групп» получила «Премию Рунета» в номинации «Экономика, Бизнес и Инвестиции»[33].
- 2014 — «Нетология-групп» попала в рейтинг лучших российских стартапов по версии журнала «Секрет фирмы».
- 2016 — Университет интернет-профессий «Нетология» удостоен «Премии Рунета» в номинации «Наука и образование»[34]
- 2018 — «Нетология-групп» получила награду «Золотой сайт» в номинации «Сайт образовательного учреждения».
- 2018 — российский журнал Forbes включил «Нетология-групп» в список крупнейших компаний рунета.
- 2019 — «Нетология» получила две премии за достижения факультета «Data Science и Аналитика»: «Премия Рунета» в номинации «Образование и кадры»[35] и «Кадры цифровой экономики» от Университета 2035.
- 2021 — Победители премии ProCharity в номинации «Pro-светительский вклад»[36].
- 2021 — Лауреаты премий «Эффективное образование»[37] и «Время инноваций»[38] с программами высшего образования «Нетологии».
- 2021 — Лауреаты «Премии Рунета 2021» с программами высшего образования[39]
- 2021 — Победитель премии Rusbase Digital Awards 2021 с программой Digital MBA как лучшей учебной программой в области цифровой трансформации[40].
- 2021 — Генеральный директор «Нетологии» Марианна Снигирёва входит в рейтинг ИД «Коммерсантъ» и Ассоциации менеджеров «Топ-1000 российских менеджеров» 2021 года[41].